# Дэвис, Ренния
Ренния Тай Дэвис (англ. Rennia Tyi Davis; родилась 24 февраля 1999 года в Джэксонвилле, штат Флорида, США) — американская профессиональная баскетболистка, выступавшая в женской национальной баскетбольной ассоциации. Была выбрана на драфте ВНБА 2021 года в первом раунде под девятым номером клубом «Миннесота Линкс». Играет на позиции атакующего защитника и лёгкого форварда. Кроме того защищает цвета польского клуба «Арка Гдыня».

## Ранние годы
Ренния Дэвис родилась 24 февраля 1999 года в Джэксонвилле, самом крупном городе штата Флорида, дочь Шеретты Дэвис, у неё есть две сестры, Роднетта и Шавонна, училась же там же в средней школе Рибо, в которой выступала за местную баскетбольную команду.